# Кене
Кене, среща се и като шиена тантела, заръфлаци и кукла, е изящна дантела, която се изработва с игла за шиене и конец върху парче плат.
Кенетата са с ширина между 2 и 5 cm. Изработват се от разноцветни памучни или копринени конци. Предназначението им е да украсяват краищата на забрадките, за покривки, месали за хляб, както и ръкави с различни фигурки. Основата, върху която се шие е изплетена на една кука или е от конски косми.
Изработва се с единичен и двоен възел. Единичният възел се използва за изработка на салфетки и мильота. Кенетата с флорални и анималистични елементи се използват за украса на огърлиета, кърпи, забрадки, бельо.